# En fanfare
Pour les articles homonymes, voir Fanfare.
Pour plus de détails, voir Fiche technique et Distribution.
En fanfare est un film français réalisé par Emmanuel Courcol et sorti en 2024. Il est présenté en avant-première au Festival de Cannes 2024.
Le film reçoit un bon accueil de la part de la critique et de la profession (7 nominations aux César 2025) et connaît le succès en salles avec plus de 2,5 millions d'entrées en France et plus de 400 000 entrées en Allemagne.

## Synopsis
Thibaut Desormeaux, élevé à Meudon, brillant chef d'orchestre de renommée mondiale, s’écroule en pleine répétition. Il lui est diagnostiqué une leucémie foudroyante, qui nécessite d'urgence une greffe de moelle osseuse. La recherche d'un donneur potentiel commence naturellement dans sa famille. Surprise : les tests ADN pratiqués révèlent qu'il n'est ni le fils de ses parents, ni le frère de sa sœur, lesquels ne sont pas compatibles pour être donneurs. Il apprend alors qu'il a été adopté et découvre qu'il a un jeune frère biologique, lui aussi adopté et vivant dans la ville natale de leur mère dans le Nord de la France. Pour Thibaut, ce frère, Jimmy Lecocq, représente le meilleur espoir d'obtenir une greffe. 
Il part donc rencontrer Jimmy, modeste employé de cantine scolaire, et qui fréquente l'harmonie municipale de sa petite commune où il joue du trombone. Tout semble opposer les deux frères, à part l'amour de la musique. En lice pour une compétition, la fanfare de Jimmy vient de perdre son chef d'orchestre. C'est l'occasion pour Thibaut de proposer ses services. Les deux frères vont ensemble tenter de réparer les injustices du destin.

## Fiche technique
Sauf indication contraire, les informations mentionnées dans cette section peuvent être confirmées par les bases de données cinématographiques IMDb, Allociné et Unifrance,  présentes dans la section « Liens externes ».
- Réalisation : Emmanuel Courcol
- Scénario : Emmanuel Courcol, Irène Muscari
- Collaboration au scénario : Khaled Amara, Oriane Bonduel, Marianne Tomersy
- Musique : Michel Petrossian
- Décors : Rafael Mathé
- Costumes : Christel Birot
- Photographie : Maxence Lemonnier
- Son : Pascal Armant, Niels Barletta et Sandy Notarianni
- Montage : Guerric Catala
- Production : Marc Bordure et Robert Guédiguian
- Sociétés de production : Agat Films & Cie - Ex Nihilo, France 2 Cinéma, en association avec 3 SOFICAs
- Sociétés de distribution : Diaphana Distribution (France) ; Filmcoopi (Suisse romande)
- Pays de production :  France
- Langue originale : français
- Format : couleur — Scope — son 5.1
- Genre : comédie dramatique
- Durée : 103 minutes
- Dates de sortie :
  - France : 19 mai 2024 (Festival de Cannes) ; 27 novembre 2024 (sortie nationale)

## Distribution
Sauf indication contraire, les informations mentionnées dans cette section peuvent être confirmées par les bases de données cinématographiques IMDb et Allociné,  présentes dans la section « Liens externes ».
- Benjamin Lavernhe : Thibaut Desormeaux
- Pierre Lottin : Jimmy Lecocq
- Sarah Suco : Sabrina
- Jacques Bonnaffé : Gilbert Woszniak
- Ludmila Mikaël : la mère adoptive de Thibaut
- Clémence Massart-Weit : Claudine, la mère adoptive de Jimmy
- Anne Loiret : Claire
- Mathilde Courcol-Rozès : Rose, la sœur de Thibaut
- Yvon Martin : Anthony
- Isabelle Zanotti : Charlène
- Nicolas Ducron : Yannick
- Charlie Nelson : Jean-Claude
- Marie-José Billet : Brigitte
- Antonin Lartaud : Jérémy
- Rémi Fransot : Jonathan
- Johnny Montreuil : Gérald
- Johnny Rasse : Kévin
- Gabrielle Claeys : Justine, la fille de Jimmy
- Annette Lowcay : la professeure Lorentz
- Anne-Sophie Lapix : elle-même
- Antonin Lartaud : collègue de Jimmy

## Musique
Les nombreux morceaux de fanfare sont joués par l'harmonie des mineurs de Lallaing,.
Une des conversations entre les deux personnages principaux commence quand l'un découvre les disques de jazz que conserve l'autre. Elle les mène de disques comme Birth of the Cool à des morceaux comme I Remember Clifford (en) et à des interprètes comme Miles Davis, Clifford Brown ou Benny Goodman.
La bande-son du film est composée d'un vaste ensemble de pièces, appartenant à divers genres, qui vont de la musique classique à la chanson de variété en passant par le jazz :
- Quadrature I et II, Valse pour Thibaut, musique originale composée par Michel Petrossian
- Le concerto pour piano no 23 de Mozart
- La symphonie nº 39 de Mozart
- Le Boléro de Ravel
- La marche triomphale d'Aida de Verdi
- I Remember Clifford (en) par Benny Golson et par Lee Morgan
- Emmenez-moi de Charles Aznavour
- When the Saints Go Marching In, negro spiritual traditionnel
- L'ouverture des Hébrides de Mendelssohn
- L'ouverture d’Egmont de Beethoven
- La symphonie no 3 de Mahler
- Prélude à l'Après-midi d'un faune de Claude Debussy
- Monday, Tuesday... Laissez-moi danser de Dalida

## Distinctions
Sauf indication contraire, les informations mentionnées dans cette section peuvent être confirmées par la base de données cinématographiques IMDb,  présente dans la section « Liens externes ».

### Récompenses
- Festival international du film de Saint-Sébastien 2024 : prix du public
- Festival de films francophones Cinemania : prix du public
- Festival international du film francophone de Namur : prix du public
- The American french film festival Los Angeles : Audience award

### Nominations
- César 2025 :
  - Meilleur film
  - Meilleur acteur pour Benjamin Lavernhe
  - Meilleure actrice dans un second rôle pour Sarah Suco
  - Meilleure révélation masculine pour Pierre Lottin
  - Meilleur scénario original pour Emmanuel Courcol et Irène Muscari
  - Meilleur son pour Pascal Armant, Sandy Notarianni et Niels Barletta
  - Meilleur montage pour Guerric Catala

### Sélections
- Festival de Cannes 2024 : section « Cannes Première »[6]
- Festival international du film de Windsor 2024 : en compétition pour le prix LiUNA! du public